# محمد داندامایف
محمد عبدالقدیرویچ داندامایف ،(به روسی: Мухаммад Абдулкадырович Дандамаев) (زاده ۲ سپتامبر ۱۹۲۸؛ درگذشته ۲۷ اوت ۲۰۱۷)مورخ؛ ایران‌شناس و هخامنشی‌شناس بود.

## زندگی
او در روستای اونچوکتل داغستان به دنیا آمد. در ۱۹۵۲ او از دانشکده تاریخ سازمان تربیت معلم لنینگراد فارغ‌التحصیل شد. در طی سال‌های ۱۹۵۲ تا ۱۹۵۴ در داغستان به عنوان دبیر مدرسه مشغول به کار شد. طی سال‌های ۱۹۵۴ تا ۱۹۵۸ او تحصیلات تکمیلی اش را در مؤسسه تاریخ علوم آکادمیک شوروی در مسکو گذراند. از سال ۱۹۵۹ تا زمان درگذشت شان در مؤسسه شرق‌شناسی علوم آکادمیک روسیه کار می‌کرد. در ۱۹۹۷ او عضو آکادمی روسیه شد. تحقیقات اصلی او شامل امپراتوری باستانی ایران، تاریخ، سنت‌های اجتماعی و فرهنگ بابل طی هزاره اول قبل میلاد مسیح بوده‌است. او به زبان پارسی باستان، اکدی، انگلیسی و برخی زبان‌های اروپایی جدای از زبان مادری اش زبان لاکی مسلط بوده‌است.

## سابقه علمی
رساله دکترای او «حکاکی بیستون به عنوان سند حکمرانی داریوش اول» بوده و در سال ۱۹۵۹ در مؤسسه تاریخ‌شناسی، شاخه لنینگراد از رساله دکترایش دفاع کرد.
او با چاپ کتاب «برده‌داری در بابل» در سال ۱۹۷۵، به درجه علمی شایستگی دست یافت.
او در دانشگاه ایالتی لنینگراد، دانشگاه ایالتی تربیت‌معلم لنینگراد، دانشگاه لندن، دانشگاه آکسفورد و دیگر دانشگاه‌های بریتانیا، در دانشگاه ژنو و زوریخ و حیفا، کلمبیا، شیکاگو، نیویورک و دیگر دانشگاه‌های آمریکا، استاد مدعو بوده‌است.
او جز نویسندگان دانشنامه بزرگ روسیه است. عضو افتخاری انجمن جامعه‌شناسی شرقی آمریکایی، عضو Centre de Droits Antiques در پاریس فرانسه، بنیاد کتیبه‌های ایرانی در لندن انگلیس، انجمن ایتالیایی خاورمیانه و خاور دور در رم ایتالیا، کمیته مشورتی و نویسنده دانشنامه ایرانیکا در نیویورک آمریکا، عضو ویراستاران هیئت مجله منادی تاریخ باستان در مسکو، ایرانیکا آنتیکوآ در گنت بلژیک است.
حدود ۲۰ کنفرانس آشوری‌شناسی در اروپا، آمریکا، روسیه و … و تعدادی کنفرانس شرق‌شناسی بین‌المللی و کنفرانس تاریخی برگزار کرده‌است.
او در دانشگاه لنینگراد (بعدها سنت پترزبورگ) در شاخه انجمن شرق‌شناسی، آکادمی علوم شوروی در سال‌های ۱۹۵۹ تا ۱۹۶۵ پژوهشگر تاریخ بود.
در همان مؤسسه، به عنوان محقق ارشد و رئیس دپارتمان تاریخ باستان شرق در سال‌های ۱۹۶۶ تا ۱۹۹۷ بود.
از سال ۱۹۹۷ تا به الان، پژوهشگر ارشد در همان مؤسسه و عضو مسئول آکادمی علوم روسیه بود.

## آثار
آثار او عبارتند از:
- «نهادهای اجتماعی و ساختار اقتصادی امپراتوری هخامنشی» ترجمه حسن شایگان از سوی نشر تاریخ ایران[۵]
- م.ا. داندامایف، تاریخ سیاسی و اقتصادی هخامنشیان، مترجم میرکمال بنی پور، چاپ نشر گستره، ۱۳۶۶، تهران.
- داندامایف، محمد ع (۱۳۸۹). تاریخ سیاسی هخامنشیان. ترجمهٔ فرید جواهر کلام. تهران: نشر و پژوهش فرزان روز. شابک ۹۷۸-۹۶۴-۳۲۱-۳۱۰-۷.
- داندامایف، محمد (۱۳۸۶). ایران در دوران نخستین پادشاهان هخامنشی. ترجمهٔ روحی ارباب. تهران: انتشارات علمی و فرهنگی. شابک ۹۷۸-۹۶۴-۴۴۵-۳۳۴-۲.
- داندامایف، محمد ا (۱۳۹۱). ایرانیان در بابل هخامنشی. ترجمهٔ محمود جعفری دهقی. تهران: انتشارات ققنوس. شابک ۹۷۸-۹۶۴-۳۱۱-۹۸۲-۹.

- Dandamayev M. А. Mesopotamia and Iran in the 7th-4th Centuries B.C. : Social Institutions and Ideology [Месопотамия и Иран в VII—IV вв. до н.э.: Социальные институты и идеология]. St Petersburg: St. Petersburg State University Faculty of Philology and Arts 2007. 512 p.
- Dandamayev M.A. The Babylonian Scribes [Вавилонские писцы]. Moscow, Nauka GRVL Publishers 1983.
- Dandamayev M.A. The Slavery in Babylonia during the 7th to 8th Centuries BCE (626-331) [Рабство в Вавилонии VII - IV вв. до н.э. (۶۲۶ - ۳۳۱ гг.)]. Moscow: Nauka GRVL Publishers 1974.
- Азиатский музей - Ленинградское отделение Института востоковедения АН СССР / Редакционная коллегия: А. П. Базиянц, Д. Е. Бертельс (отв. секретарь), Б. Г. Гафуров, А. Н. Кононов (председатель), Е. И. Кычанов, И. М. Оранский, Ю. А. Петросян, Э. Н. Тёмкин, О. Л. Фишман, А. Б. Халидов, И. Ш. Шифман. М. : «Наука» , ۱۹۷۲.

- نوشتن فصل «جماعت یهود در تبعید: بابل در عصر پارسی» در تاریخ یهودیت کمبریج (فصل 13 اُم جلد اول کتاب).
- فصل «جامعه و اقتصاد بابلی نو» در تاریخ باستان کمبریج.
- مشارکت در نوشتن کتاب «تاریخ ایران باستان» و «تاریخ ایران از زمان باستان تا امروز»:
  - م.س. ایوانف، آ. گرانتفسکی، م.آ. داندامایف، گ. آ. کوشلنکو، تاریخ ایران باستان، ترجمه به فارسی توسط: سیروس ایزدی، حسین تحویلی، انتشارات دنیا، 1359، تهران.
  - تاریخ ایران از زمان باستان تا امروز، ا.آ. گرانتوسکی - م.آ. داندامایو، م. اس. ایوانف، مترجم، کیخسرو کشاورزی، ناشر: مروارید ۱۳۸۵